# Kojlovica
Kolovicë en albanais et Kojlovica en serbe latin (en serbe cyrillique : Којловица) est une localité du Kosovo située dans la commune/municipalité de Pristina, district de Pristina (Kosovo) ou district de Kosovo (Serbie). Selon le recensement kosovar de 2011, elle compte 2 545 habitants.
La localité se trouve dans la zone urbaine de Pristina.

## Histoire
Sur le territoire du village se trouvent les vestiges d'une forteresse remontant à l'Antiquité tardive ; ils sont proposés pour une inscription sur la liste des monuments culturels du Kosovo.

## Démographie

### Évolution historique de la population dans la localité
| 1948 | 1953 | 1961 | 1971 | 1981 | 1991 | 2011  |
| ---- | ---- | ---- | ---- | ---- | ---- | ----- |
| 277  | 312  | 368  | 494  | 399  | 489  | 2 545 |

|  |

### Répartition de la population par nationalités (2011)
En 2011, les Albanais représentaient 99,69 % de la population.